# نيروبي هالف لايف
نيروبي هالف لايف (بالإنجليزية: Nairobi Half Life)‏ هو فيلم درامي كيني من إخراج ديفيد توش جيتونجا سنة 2012. تم اختيار الفيلم ممثلا لكينيا لجائزة أوسكار أفضل لغة أجنبية في حفل توزيع جوائز الأوسكار الخامس والثمانين، لكنه لم يصل إلى القائمة النهائية، وهي المرة الأولى التي تقدم فيها كينيا فيلمًا في هذه الفئة.
في مهرجان ديربان السينمائي الدولي الثالث والثلاثين، فاز جوزيف ويريمو بجائزة أفضل ممثل. كما فاز بجوائز الأكاديمية الأفريقية للأفلام لأفضل ممثل واعد خلال النسخة التاسعة. فاز الفيلم بأكبر عدد من الجوائز خلال جوائز أفريقيا ماجيك للمشاهدين لسنة 2014. 

## القصة
سيناريو الفيلم واقعي عن الجيل الجديد من السينما الأفريقية، يروي تفاصيل حياة من غادروا قريتهم الصغيرة قاصدين المدن الكبرى ظنا منهم أنهم سيتمكنوا من تحقيق أحلامهم فيها، وهو ما قام به بطل الفيلم «مواس» الشاب الطموح المتطلع الذي يحلم بدخول عالم التمثيل من أبوابه الواسعة، ولكنه وفي اليوم الأول لوصوله مدينة نيروبي تُسرق أغراضه فيضطر للانغماس في عالم الجريمة ليستطيع مواصلة الحياة.

## جوائز
خلال حفل توزيع جوائز أفريقيا ماجيك للمشاهدين في مارس 2014،  حصل الفليم على الجوائز التالية:
- أفضل مصور سينمائي (كريستيان المسبرجر)
- أفضل مصمم إضاءة (محمد زين)
- أفضل خبيرة مكياج (إلاين أولاكا)
- أفضل مخرج فني (باربرا مينشي)

## روابط خارجية
- نيروبي هالف لايف على موقع IMDb (الإنجليزية)
- نيروبي هالف لايف على موقع ألو سيني (الفرنسية)
- نيروبي هالف لايف على موقع أول موفي (الإنجليزية)
- نيروبي هالف لايف على موقع فيلمافينيتي (الإسبانية)
- نيروبي هالف لايف على موقع قاعدة بيانات الفيلم (الإنجليزية)
- نيروبي هالف لايف على موقع ليتربوكسد (الإنجليزية)
- نيروبي هالف لايف على موقع كينوبويسك (الروسية)